# Jehangir Bader
Jehangir Bader (Urdu: جہانگیر بدر) foi um político paquistanês e membro do Senado do Paquistão, que também foi Presidente do Comitê do Senado sobre os Assuntos Parlamentares. Afiliado ao Partido Popular do Paquistão desde sua criação, Jehangir Bader começou sua carreira política junto com o então afiliado do PPP, presidente Zulfiqar Ali Bhutto.
Faleceu em 14 de novembro de 2016, devido a uma parada cardíaca.

## Início da vida
Jehangir Badar nasceu na família nobre Arain, de Lahore, no dia 25 de outubro de 1944. Foi um aluno muito ativo politicamente durante seu período na universidade.

## Carreira política
Jehangir Badar começou sua carreira política no Partido Popular do Paquistão. Conheceu Zulfiqar Ali Bhutto durante o regime político do General Yahya Khan. Jehangir foi preso por protestar contra o governo de Yahya. Também foi preso por protestos contra a ditadura do General Zia-Ul-Haq e do General Pervez Musharaff. Badar foi uma figura muito importante na liderança do PPP. Ele ocupou a posição de Presidente da Província de Punjab e Secretário-Geral do Paquistão pelo PPP.
Foi eleito inicialmente para a Assembléia Nacional do Paquistão nas Eleições Gerais de 1988 de Lahore, como candidato pelo Partido Popular do Paquistão, e foi nomeado Ministro do Petróleo, Recursos Naturais, Habitação, Obras, Ciência e Tecnologia pela Primeira-Ministra Benazir Bhutto. Ele foi eleito para o Senado do Paquistão em 1994, e foi atribuído ao cargo de Ministro Federal para os Assuntos Políticos e Religiosos, e foi re-eleito para o Senado do Paquistão , em Março de 2009 em assembleia-geral como candidato pelo Partido Popular do Paquistão. Ele foi o presidente do Comitê do Senado sobre os Assuntos Parlamentares e membro das comissões do senado dos Negócios Estrangeiros, de Petróleo e de Recursos Naturais, da Lei e da Justiça. Também foi Secretário-Geral do Partido popular do Paquistão desde 1999.

## Morte
Badar morreu em 14 de novembro de 2016 no seu caminho para o hospital após um ataque cardíaco. Ele sofria de problemas cardíacos e distúrbios renais. Morreu aos 72 anos e seu funeral foi velado na Universidade de Punjab, Lahore.